# Jussi Hautamäki
Jussi Heikki Hautamäki (* 20. April 1979 in Oulu) ist ein ehemaliger finnischer Skispringer und aktiver Musiker. Sein jüngerer Bruder ist Matti Hautamäki, ebenfalls ehemaliger Skispringer.

## Werdegang

### Sportliche Laufbahn
Jussi Hautamäki startet für den Verein Puijon Hiihtoseura (Kuopio). Er begann 1984 mit dem Skispringen und debütierte 1995 im Skisprung-Weltcup beim Springen in Oberhof, erreichte 1996 in Engelberg seine ersten Weltcuppunkte. 1997 gewann er bei der Junioren-Weltmeisterschaft im kanadischen Canmore Silber im Einzel und mit der Mannschaft.
In seiner Karriere gelang es dem Finnen zwei Continental-Cups zu gewinnen. Seinen ersten Sieg feierte er im Januar 2003 in Bischofshofen, dann dauerte es bis Dezember 2006, bis er in Rovaniemi wieder ganz oben auf dem Podest stand. Im Weltcup stand er fünf Mal auf dem Podest, jedes Mal mit der Mannschaft. Seinen größten Erfolg in einer Teamkonkurrenz hatte er, als er Teil der siegreichen finnischen Mannschaft in Willingen 2001 war. Im Einzel datiert seine beste Platzierung im Weltcup, ein dritter Platz, aus dem Januar 2001 in Sapporo. Allgemein war die Saison 2000/2001 seine beste, er schloss sie auf dem 15. Rang im Gesamtweltcup ab, obwohl ihn eine Herzmuskelentzündung im Sommer 2000 zu einer längeren Trainingspause gezwungen hatte.
Hautamäkis bestes Ergebnis in der Gesamtwertung des Continental-Cups ist ein 20. Rang, der aus der Saison 1995/1996 datiert.
Im Winter 2009/2010 nahm Hautamäki lediglich noch an nationalen Wettkämpfen teil und arbeitete neben dem Sport bereits als Zimmermann. Heute sieht er Skispringen nur noch als Hobby an.

### Musikalische Karriere
Hautamäki spielte unter anderem mit seinen Kollegen Ville Kantee (Gesang, Gitarre) und Samppa Lajunen (Gitarre), Antti Kuisma (Gesang, Gitarre), Kimmo Korhola (Keyboard) und Olli Happonen (Schlagzeug) in einer Band, die „Vieraileva Tähti“ hieß und dem Stil von U2 ähnelte. Sie brachten zwei CDs heraus: VT Suomen kevein mies / Raunioissa sowie VT Sinivalkoiset taistelee / Tunnen tuulen ihollani. Jussi Hautamäki spielte dabei E-Bass. Nach der Auflösung dieser Band spielt er nun Bass bei der Band The Kroisos.

## Erfolge

### Weltcupsiege im Team
| Nr. | Datum           | Ort       | Typ         |
| --- | --------------- | --------- | ----------- |
| 1.  | 3. Februar 2001 | Willingen | Großschanze |
| 2.  | 17. März 2001   | Planica   | Flugschanze |

### Continental-Cup-Siege im Einzel
| Nr. | Datum             | Ort           | Typ           |
| --- | ----------------- | ------------- | ------------- |
| 1.  | 30. März 1997     | Kuusamo       | Großschanze   |
| 2.  | 26. März 1999     | Rovaniemi     | Normalschanze |
| 3.  | 27. März 1999     | Kuusamo       | Großschanze   |
| 4.  | 4. Januar 2003    | Bischofshofen | Großschanze   |
| 5.  | 16. Dezember 2006 | Rovaniemi     | Normalschanze |

## Statistik

### Weltcup-Platzierungen
| Saison  | Platz | Punkte |
| ------- | ----- | ------ |
| 1995/96 | 75.   | 013    |
| 1996/97 | 42.   | 090    |
| 1997/98 | 42.   | 076    |
| 1998/99 | 97.   | 003    |
| 1999/00 | 26.   | 230    |
| 2000/01 | 15.   | 328    |
| 2001/02 | 26.   | 174    |
| 2002/03 | 51.   | 038    |
| 2003/04 | 40.   | 071    |
| 2004/05 | 47.   | 061    |
| 2006/07 | 55.   | 034    |
| 2007/08 | 68.   | 012    |
| 2008/09 | 71.   | 009    |

## Privates
Jussi ist der älteste von drei Brüdern. Sein jüngerer Bruder Matti ist ebenfalls Skispringer, der jüngste Bruder, Hannu, geht jedoch keinem Wintersport nach. Neben dem Sport und der Musik absolviert der Finne ein Informatik- und Elektronikstudium. Seit dem 30. Juli 2005 ist Hautamäki mit seiner langjährigen Freundin Kaisa verheiratet. Am 24. März 2007 wurde Kia-Neela, die erste Tochter der beiden, geboren. Am 26. März 2009 wurde das zweite Kind der beiden geboren, ein Junge, der auf den Namen Luka getauft wurde. Mittlerweile ist noch ein drittes Kind, ein Sohn namens Kaapo hinzugekommen.